# Ochna latisepala
Ochna latisepala är en tvåhjärtbladig växtart som först beskrevs av Van Tiegh., och fick sitt nu gällande namn av Paul Rodolphe Joseph Bamps. Ochna latisepala ingår i släktet Ochna och familjen Ochnaceae. Inga underarter finns listade i Catalogue of Life.